# Jacob Stendrup
Jacob Stendrup (29. januar 1756 – 9. oktober 1836) var en dansk overretsassessor.
Jacob Stendrup blev født i København, hvor hans fader, etatsråd Jacob Stendrup (død 1791), var forstander for Vartov Hospital, gift med Anne Magdalene Charlotte født Wittmach, blev student 1774 og juridisk kandidat 1782.
Allerede samme år blev han surnumerær assessor ved Københavns Hof- og Stadsret; han havde kongeligt løfte om at efterfølge sin fader som hospitalsforstander, men efter ønske fra retten, der ikke gerne ønskede at skifte personale for ofte, gjorde han ikke brug af denne begunstigelse, men vedblev at være assessor, også efter at Hof- og Stadsretten var bleven forenet med Landsoverretten.
I 7 år varetog han justitiarius’ forretninger, da konferensråd Carl Wigant Falbe var syg, og afskedigedes 1833 som konferensråd (1807 justitsråd, 1812 etatsråd).
Stendrup, der var anset som en nidkær embedsmand og navnlig med omhu tog sig af skiftesager, havde ogsaa litterære og kunstneriske interesser. Han blev 1777 medlem af det da nylig oprettede genealogiske og heraldiske Selskab og blev 1810 medlem af Det kongelige danske Selskab for Fædrelandets Historie ved de 2 selskabers sammensmeltning; i dem begge bestyrede han de økonomiske forretninger.
En bog, han havde skrevet, Statens og Borgernes gjensidige Forhold, er ikke trykt og gik tabt ved Københavns brand 1795.
S blev gift 23. september 1785 med Christiane Caroline Frederikke Brieghel (født 9. oktober 1768 død 13. maj 1833), datter af livkirurg Johann Friedrich Brieghel og Juliane Dorothea født Riese.